# Heteropoda erythra
Heteropoda erythra är en spindelart som beskrevs av Pater Chrysanthus 1965. Heteropoda erythra ingår i släktet Heteropoda och familjen jättekrabbspindlar. Inga underarter finns listade i Catalogue of Life.